# George Germain
George Germain, 1. wicehrabia Sackville (ur. 26 stycznia 1716, zm. 26 sierpnia 1785 w Stoneland Lodge w hrabstwie Sussex) – brytyjski arystokrata i polityk, minister kolonii w rządzie lorda Northa podczas wojny o niepodległość USA.

## Wczesne lata życia
Urodził się jako lord George Sackville. Był trzecim synem Lionela Sackville’a, 1. księcia Dorset, i Elizabeth Colyear, córki generała-porucznika Waltera Colyeara. Wykształcenie odebrał w Trinity College w Dublinie. Uczelnię ukończył w 1737 r. Następnie wstąpił do armii.

## Kariera wojskowa
Karierę wojskową Sackville rozpoczynał jako kapitan 7 pułku konnego. W 1740 r. został przeniesiony do pułku piechoty hrabstwa Gloucestershire na stanowisko podpułkownika. W 1743 r. Sackville został awansowany do stopnia pułkownika. Jego regiment został wkrótce wysłany na kontynent aby wziął udział w wojnie o sukcesję austriacką.
Chrzest bojowy Sackville przeszedł 11 maja 1745 w bitwie pod Fontenoy, gdzie poprowadził atak brytyjskiej piechoty. Odniósł wówczas ranę i dostał się do niewoli, jednak Francuzi wypuścili go gdy tylko wrócił do zdrowia. Po powrocie do kraju został pułkownikiem 20 pułku fizylierów hrabstwa Lancashire, który stacjonował wówczas w Szkocji.
W latach 1747–1748 ponownie służył w armii księcia Cumberland. Jako pułkownik 7 irlandzkiego pułku konnego służył w Holandii. Po zakończeniu wojny został sekretarzem swojego ojca i deputowanym do irlandzkiej Izby Gmin.
Podczas wojny siedmioletniej Sackville powrócił do czynnej służby wojskowej. Już od roku 1755 był generałem-majorem. W 1758 r. został dowódcą pułku i w randze generała-porucznika przydzielony do sił księcia Marlborough. W Niemczech przyłączyli się do armii koalicyjnej księcia brunszwickiego.

### Sąd polowy
1 sierpnia 1759 r. Sackville dowodził sojuszniczą kawalerią podczas bitwy pod Minden. Kiedy pokonane wojska francuskie rozpoczynały odwrót z pola bitwy, książę Brunszwiku wydał Sackville’owi rozkaz szarży na cofających się nieprzyjaciół. Sackville nie wykonał jednak rozkazu, mimo kilkukrotnego ponawiania poleceń przez głównodowodzącego. Szarża nie doszła do skutku, co uchroniło Francuzów od większych strat. Za zaprzepaszczenie możliwości powiększenia sukcesu Sackville został zdymisjonowany i odesłany do domu.
Sackville odmówił przyjęcia odpowiedzialności za niewykonanie rozkazu i zażądał sądu polowego. Po licznych staraniach sąd zebrał się w 1760 r. i uznał Sackville’a winnym wszystkich zarzucanych czynów, a także określił go mianem niezdolnego do jakiejkolwiek służby militarnej dla Jego Królewskiej Mości. Wyrok miał być odczytany i wpisany do ksiąg we wszystkich brytyjskich regimentach.

## Kariera polityczna
Już w 1741 r. Sackville uzyskał mandat parlamentarny w okręgu Dover. Okręg ten reprezentował do 1761 r., kiedy to został deputowanym z okręgu Hythe. W latach 1768–1782 reprezentował w Izbie Gmin okręg wyborczy East Grinstead. W latach 1750–1755 był Głównym Sekretarzem Irlandii. W 1751 r. został członkiem irlandzkiej Tajnej Rady, a w 1755 r. Tajnej Rady Wielkiej Brytanii. Miejsca w radach utracił po skazującym wyroku sądu polowego, ale król Jerzy III, który był przeciwny wszystkim decyzjom podejmowanym przez swojego dziadka Jerzego II, w 1763 r. przywrócił mu miejsce w brytyjskiej Tajnej Radzie.
Z biegiem czasu Sackville umocnił swoją pozycję na scenie politycznej i związał się ze stronnictwem lorda Northa. W 1769 r. zmarła bezpotomnie lady Elizabeth Germain i George odziedziczył cały jej majątek, co poprawiło jego sytuację finansową. W 1770 r. zmienił nazwisko na „George Germain”.

### Wojna o niepodległość USA
W 1775 r. otrzymał stanowiska pierwszego lorda handlu i ministra kolonii. Piastując to ostatnie stanowisko Germain odpowiadał m.in. za kolonie w Ameryce Północnej, w których wybuchła wówczas wojna o niepodległość. Jako minister odpowiadał za obsadzanie stanowisk dowódczych w wojskach brytyjskich, dbanie o ich zaopatrzenie oraz układanie planów działań wojennych.
Lord Germain dążył do uzyskania osobistego wpływu na poczynania generałów. Efektem tego były szczegółowe i często sprzeczne rozkazy. W 1777 r. brak synchronizacji działań generałów Burgoyne’a i Howe’a doprowadził do klęski tego pierwszego pod Saratogą. Germaina oskarżano, że zamiast połączyć obie armie pozwolił na to, aby generałowie poprowadzili odrębnie kampanie. Na podobne zarzuty minister naraził się w 1781 r., kiedy brak dostatecznej współpracy generałów Cornwallisa i Clintona doprowadził do klęski pod Yorktown.

## Ostatnie lata
Germain utracił oba stanowiska ministerialne po upadku gabinetu Northa w 1782 r. W tym samym roku otrzymał tytuł wicehrabiego Sackville i zasiadł w Izbie Lordów. Wkrótce wycofał się z czynnego życia publicznego z powodu złego stanu zdrowia.
Zmarł w swojej wiejskiej rezydencji Stoneland Lodge w hrabstwie Sussex w 1785 r. Tytuł parowski odziedziczył jego najstarszy syn, Charles.